# Capitania de Cametá
A Capitania de Cametá constituiu capitania privada doada a Feliciano Coelho de Carvalho, pelo governador do Estado do Maranhão, em 1633, e confirmada pelo rei em 1637. Localizada às margens do rio Tocantins, próxima à capitania do Pará, tendo como sede Cametá. Foi incorporada à Coroa em 1754.

## Fundação e primeiros anos
Em 1632, o capitão-mor Feliciano Coelho de Carvalho organizou uma expedição para combater os estrangeiros que invadiam a região. Três anos depois, em 1635, foi nomeado o primeiro capitão-mor da Capitania de Camutá. No mesmo ano, o povoado foi elevado à categoria de vila, recebendo o nome de "Vila Viçosa de Santa Cruz de Camutá", sob a proteção do santo padroeiro São João Batista. Em 26 de outubro de 1637, uma Carta Régia oficializou a demarcação da Capitania.

## Desenvolvimento e influência judaica
Os judeus sefarditas tiveram um papel relevante no desenvolvimento de Cametá, a partir da chegada das famílias portuguesas Albuquerque, Coelho e Carvalho. Estas famílias descendiam de judeus expulsos de Portugal em 1496, devido à imposição do batismo católico, o que forçou muitos hebreus a buscarem refúgio no exterior.

## Mudança de localização da sede
No início do século XVIII, a vila foi transferida de seu local original para onde atualmente está situada a cidade de Cametá. O novo local, chamado pelos índios de "Murajuba", sofreu esse nome devido ao fenômeno de erosão natural em sua ribanceira (margem).

## Quilombos e resistência
Na região de Cametá, surgiram vários quilombos formados por escravos fugidos das plantações de cana-de-açúcar, destacando-se o Mola. Fundado por volta de 1750, inicialmente com cerca de 300 negros, o Mola tornou-se uma espécie de cidade-Estado, com elevado nível de organização para a época. Contava com código civil, força policial e sistema de representação direta.
Os quilombos da região formaram a Confederação do Itapocu, composta por cinco quilombos e liderada pelo Mola como capital virtual. Essa confederação empreendeu severas derrotas às forças portuguesas e aos capitães do mato, nunca sendo completamente subjugada.

## Incorporação à Coroa
Foi incorporada à Coroa em 1754, fundida à Capitania do Grão-Pará.